# والي ريفرز
والي ريفرز (بالإنجليزية: Wally Rivers)‏ هو دراج جنوب أفريقي، ولد في 24 أبريل 1922 في بلومفونتين في جنوب أفريقيا، وتوفي في 6 يونيو 1998.

## وصلات خارجية
- والي ريفرز على موقع إحصائيات الدراجات الإحترافية (الإنجليزية)
- والي ريفرز على موقع أوليمبيديا (الإنجليزية)